# Peter Johanek

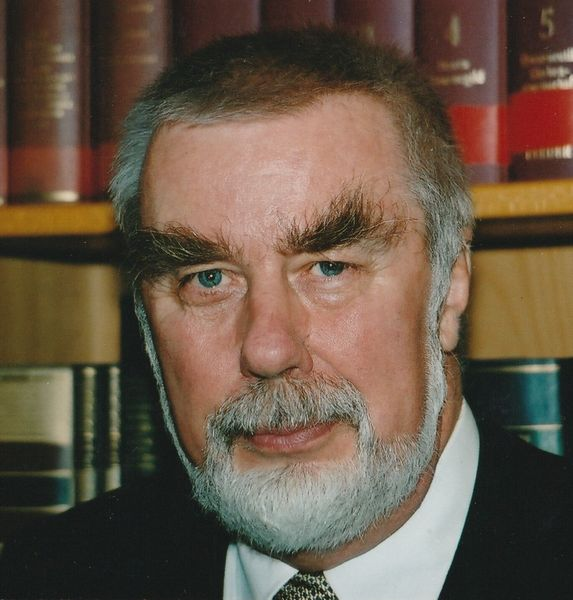
Peter Johanek im Jahr 2004 aufgenommen von Werner Maleczek bei der 150-Jahr-Feier des Instituts für Österreichische Geschichtsforschung.

Peter Johanek (* 28. August 1937 in Prag) ist ein deutscher Historiker und Diplomatiker. Er lehrte von 1985 bis 2002 als Professor für Westfälische Landesgeschichte und Mittelalterliche Geschichte an der Westfälischen Wilhelms-Universität Münster. Seine Arbeitsschwerpunkte sind Landesgeschichte und Stadtgeschichte, Geschichte der Geschichtsschreibung und Urkundenlehre.

## Leben und Wirken
Der Sohn eines Versicherungsjuristen erhielt nach der Okkupation durch deutsche Truppen 1939 die deutsche Staatsbürgerschaft. Er wurde 1943 in Budweis eingeschult. Nach seiner Ausweisung besuchte er Volksschulen in Steyregg, Heubach und Dörentrup. Ab Ostern 1948 besuchte er das Engelbert-Kaempfer-Gymnasium in Lemgo, wo er 1957 das Abitur ablegte. Bleibende Eindrücke vermittelte ihm sein Gymnasiallehrer Ernst Werner, dem er später auch im Vorwort seiner Dissertation Dank abstattete. Nach dem Wehrdienst studierte er von 1958 bis 1970 Geschichte, Germanistik und Archäologie an der Universität Würzburg. Im Wintersemester 1958/59 war er wissenschaftliche Hilfskraft am Seminar für orientalische Philologie. Das Sommersemester 1960 verbrachte er an der Universität Wien. Zum Wintersemester 1960/61 kehrte er nach Würzburg zurück. Dort verwaltete er von 1961 bis 1963 die Assistentenstelle am Institut für Vor- und Frühgeschichte. Im Jahr 1965 heiratete er. Im Jahr 1967 wurde er in Würzburg bei Otto Meyer mit einer Arbeit über die Frühzeit der Siegelurkunde im Bistum Würzburg promoviert. Ein Jahr später erhielt er für diese Arbeit den Preis der Unterfränkischen Gedenkjahrstiftung für Wissenschaft. Von 1972 bis 1980 war er als Wissenschaftlicher Assistent an der Universität Würzburg tätig. Dort erfolgte 1979 auch seine Habilitation für mittelalterliche Geschichte, historische Hilfswissenschaften und deutsche Landesgeschichte. Seit 1981 lehrte er als Professor für mittelalterliche Geschichte an der Universität Münster und von 1985 bis 2002 als Nachfolger von Heinz Stoob Lehrstuhlinhaber für Westfälische Landesgeschichte. Von 1984 bis 2007 leitete Johanek das Institut für vergleichende Städtegeschichte an der Universität Münster.
Johanek hatte Gastprofessuren 1991/92 an der PH Magdeburg, 1994 an der Central European University, Budapest, 1994 an der Universität Riga und 2003 an der Central European University, Budapest. 2004 hatte Johanek die Wolfgang-Stammler-Gastprofessur am Mediävistischen Institut der Universität Fribourg und war im selben Jahr Gastprofessor an der Tōkai-Universität Tokyo. Johanek betreute als akademischer Lehrer dreißig Dissertationen. Zu seinen akademischen Schülern gehörten unter anderem Marie-Luise Heckmann, Mark Mersiowsky und Birgit Studt.
Seine Arbeitsschwerpunkte sind die Stadtgeschichte, die westfälische Landesgeschichte, die mittelalterliche Geschichtsschreibung, die Diplomatik sowie die Geschichte des mittelalterlichen Rechtsschrifttums. In seiner Dissertation behandelte er die Würzburger Bischofsurkunden aus dem 11. Jahrhundert bis zum Ende des Pontifikats Otto I. von Lobdeburg. Mit dieser Arbeit verfolgte er das Ziel, „die Entwicklung des Urkundenwesens im Bistum Würzburg während der Hochmittelalters einmal im Zusammenhang darzustellen“. Damit möchte er einen Beitrag zur Entwicklung der Schriftlichkeit schlechthin leisten. Zwischen 995 und 1223 hat er für Würzburg 386 bischöfliche Urkunden nachgewiesen.
Für seine Forschungen wurden Johanek zahlreiche Ehrungen und Mitgliedschaften zugesprochen. Johanek wurde 1970 Mitglied der Gesellschaft für fränkische Geschichte. 1984 wurde er zum ordentlichen Mitglied der Historischen Kommission für Westfalen gewählt, trat 1986 in den Vorstand ein und war von April 1990 bis Mai 2003 deren Erster Vorsitzender. Er war 1986 Visiting Fellow in All Souls College in Oxford. Ferner ist er Mitglied des Konstanzer Arbeitskreises für mittelalterliche Geschichte (1984), Mitglied der Vereinigung für Verfassungsgeschichte (seit 1987) und seit 1991 Mitglied der Historischen Kommission für Sachsen-Anhalt. Außerdem ist er korrespondierendes Mitglied der Österreichischen Akademie der Wissenschaften (seit 1995) und war von 1994 bis 2005 in der Commission Internationale de Diplomatique. Seit 1994 wirkt er auch als Mitglied in der Internationalen Kommission für Städtegeschichte, des wichtigsten europäischen Dachverbandes auf dem Gebiet der Städtegeschichte. Im Jahr 2010 wurde er deren Ehrenmitglied. Der Österreichische Arbeitskreis für Stadtgeschichtsforschung ernannte ihn 1996 zum Ehrenmitglied. Im Jahr 2001 wurde Johanek als ordentliches Mitglied in die Sudetendeutsche Akademie der Wissenschaften und Künste berufen. Seit 2002 ist er Ehrenmitglied des Instituts für österreichische Geschichtsforschung. Anlässlich seines 65. Geburtstages wurde im Oktober 2002 ein wissenschaftliches Kolloquium unter dem Titel „Regionen und Städte. Internationale Forschungsbeiträge und Perspektiven“ abgehalten. Davon wurden 2005 neun Aufsätze in einem Band veröffentlicht. Im Jahr 2004 wurde er Ehrendoktor der Südböhmischen Universität Budweis.

## Schriften (Auswahl)
Schriftenverzeichnisse
- Wilfried Ehbrecht, Angelika Lampen, Franz-Joseph Post, Mechthild Siekmann (Hrsg.): Der weite Blick des Historikers. Einsichten in Kultur-, Landes- und Stadtgeschichte. Peter Johanek zum 65. Geburtstag. Böhlau, Köln u. a. 2002, ISBN 3-412-07602-3, S. 789–808.
- Schriften von Peter Johanek 2002 bis 2012. In: Werner Freitag, Mechthild Siekmann (Hrsg.): Europäische Stadtgeschichte. Ausgewählte Beiträge (= Städteforschung. Veröffentlichungen des Instituts für Vergleichende Städtegeschichte in Münster. Reihe A. Bd. 86 = Veröffentlichungen der Historischen Kommission für Westfalen. N.F., Bd. 8). Böhlau, Wien 2012, ISBN 978-3-412-20984-1, S. 441 ff.

Monografien
- Was weiter wirkt ...: Recht und Geschichte in Überlieferung und Schriftkultur des Mittelalters. Scriptorium, Münster 1997, ISBN 3-932610-02-4.
- Die Frühzeit der Siegelurkunde im Bistum Würzburg (= Quellen und Forschungen zur Geschichte des Bistums und Hochstifts Würzburg. Bd. 20). Schöningh in Komm., Würzburg 1969 (Zugleich: Würzburg, Universität, Dissertation, 1969).

Herausgeberschaften
- mit Werner Freitag: Bünde – Städte – Gemeinden. Bilanz und Perspektiven der vergleichenden Landes- und Stadtgeschichte (= Städteforschung. Veröffentlichungen des Instituts für Vergleichende Städtegeschichte in Münster. Reihe A. Bd. 77). Böhlau, Köln u. a. 2009, ISBN 978-3-412-20293-4.
- Die Stadt und ihr Rand (= Städteforschung. Veröffentlichungen des Instituts für Vergleichende Städtegeschichte in Münster. Reihe A. Bd. 70). Böhlau, Köln u. a. 2008, ISBN 3-412-24105-9.
- mit Franz-Joseph Post: Vielerlei Städte. Der Stadtbegriff (= Städteforschung. Veröffentlichungen des Instituts für Vergleichende Städtegeschichte in Münster. Reihe A. Bd. 61). Böhlau, Köln u. a. 2004, ISBN 3-412-10603-8.
- Städtische Geschichtsschreibung im Spätmittelalter und in der frühen Neuzeit (= Städteforschung. Veröffentlichungen des Instituts für Vergleichende Städtegeschichte in Münster. Reihe A. Bd. 47). Böhlau, Köln 2000, ISBN 3-412-11496-0.
- Einungen und Bruderschaften in der spätmittelalterlichen Stadt (= Städteforschung. Veröffentlichungen des Instituts für Vergleichende Städtegeschichte in Münster. Reihe A. Bd. 32). Böhlau, Köln 1993, ISBN 3-412-04591-8.
- mit Friedrich Bernward Fahlbusch: Studia Luxemburgensia. Festschrift Heinz Stoob zum 70. Geburtstag (= Studien zu den Luxemburgern und ihrer Zeit. Bd. 3). Fahlbusch-Hölscher-Rieger, Warendorf 1989, ISBN 3-925522-05-0.

Aufsatzsammlung
- Werner Freitag, Mechthild Siekmann (Hrsg.): Europäische Stadtgeschichte. Ausgewählte Beiträge (= Städteforschung. Veröffentlichungen des Instituts für Vergleichende Städtegeschichte in Münster. Reihe A. Bd. 86 = Veröffentlichungen der Historischen Kommission für Westfalen. N.F., Bd. 8). Böhlau, Wien 2012, ISBN 978-3-412-20984-1.